# 네오지온
네오지온(영어: Neo Zeon, 일본어: ネオ・ジオン)은 애니메이션 작품 《건담 시리즈》 중 우주세기를 무대로 한 작품에 등장하는 가공의 조직이다. 건담 시리즈에서는 네오지온이란 이름을 가진 조직이 3번 등장하지만, 리더와 그 존재 이념은 크게 달라 별개의 조직이라 해도 무방하다.

## 액시즈
소행성 액시즈를 근거로 삼는 조직으로 우주세기 0088년에 네오지온으로 개명할 때까지 액시즈라는 이름으로 활동했다.

## 신생 네오지온
《기동전사 건담 역습의 샤아》에 등장한다.

## 소데츠키 (네오지온 잔당)
《기동전사 건담 UC》에 등장한다.

## 같이 보기
- 지온 공국